# Sinn und Sinnlichkeit (1995)
Sinn und Sinnlichkeit ist ein Spielfilm des taiwanischen Regisseurs Ang Lee aus dem Jahr 1995. Die Romanvorlage, der englische Literaturklassiker „Sense and Sensibility“ („Verstand und Gefühl“) von Jane Austen, war zuvor bereits für zwei Fernsehversionen verfilmt worden, ehe sie für das Kino adaptiert wurde. Angelehnt an die Handlung des Romans spielt die Geschichte in der Zeit um 1800.

## Handlung
Als ihr Vater stirbt, sind die Tage der Schwestern Elinor und Marianne Dashwood auf ihrem herrschaftlichen Anwesen Norland Park in der südenglischen Grafschaft Sussex gezählt. Neuer Hausherr wird ihr Halbbruder aus der ersten Ehe ihres Vaters. Dessen hochmütige Frau Fanny will das Anwesen mit niemandem teilen. Elinor und Marianne ziehen bald mit ihrer Mutter und der jüngsten Schwester Margaret in eine andere Grafschaft, wo ihnen Sir John Middleton, ein wohlmeinender Cousin der Mutter, ein Cottage auf seinem Landsitz Barton Park zur Verfügung stellt. Ihre finanziellen Mittel sind nun sehr beschränkt. Elinor hat sich mit dem Umzug auch schweren Herzens von Edward Ferrars, dem ältesten Bruder ihrer Schwägerin, verabschiedet: Die eben aufkeimende Zuneigung zwischen den beiden steht unter keinem guten Stern, da Edwards Mutter für den reichen Erben einer vornehmen Familie nur eine ebenso reiche Schwiegertochter akzeptieren würde – wie die argwöhnische Fanny Mrs. Dashwood nur zu gern wissen lässt.
Im Herrenhaus von Barton Park sind die Damen Dashwood immer herzlich willkommen; auch Mrs. Jennings, die Schwiegermutter Sir Johns, ist dort oft Gast. Nachdem sie ihre eigenen Töchter unter die Haube gebracht hat, möchte sie dies am liebsten auch mit den anderen jungen Frauen ihrer Umgebung tun. Colonel Christopher Brandon, ein weltgewandter, aber durch Schicksalsschläge etwas melancholisch gewordener Mittdreißiger, scheint genau die richtige Partie für Elinor zu sein. Der Colonel indessen verliebt sich sofort in die siebzehnjährige Marianne. Das Bestreben, seine Gefühle wegen des großen Altersunterschiedes zu verbergen, ist nicht immer erfolgreich. Elinor bemerkt sein Unglück bald. Die impulsive Marianne aber begegnet dem Colonel nur mit der wenig schmeichelhaften Rücksichtnahme auf einen harmlosen älteren Herrn. Sie flirtet heftig mit dem jungen John Willoughby und verliebt sich so sehr, dass sie sich heimlich mit ihm verlobt glaubt. Umso härter trifft es sie, als Willoughby sich plötzlich ohne jede Erklärung zurückzieht.
Zur Aufheiterung lädt Mrs. Jennings Elinor und Marianne in ihr Stadthaus in London ein, um dort die winterliche Ballsaison zu verbringen. Das ersehnte Wiedersehen mit Willoughby endet aber beinahe mit einem Eklat: Marianne trifft ihn auf einer großen Gesellschaft in Begleitung seiner Braut, einer sehr reichen Erbin. Mariannes Gesundheit wird nun sehr labil. Elinor muss ihre Schwester wieder aufpäppeln, obwohl sie selbst mit Hiobsbotschaften in Liebesdingen zu kämpfen hat. Mit Lucy Steele ist eine gänzlich unvermutete Rivalin auf den Plan getreten: Diese ist weder reich und vornehm noch gebildet oder wirklich freundlich, dafür aber umso fester entschlossen, Mrs. Edward Ferrars zu werden. Sie hat die gesellschaftliche Moral auf ihrer Seite, denn ein sehr junger Edward ohne sinnvolle Beschäftigung hat sich einige Jahre zuvor heimlich mit ihr verlobt. Die vernünftige Elinor springt über ihren eigenen Schatten und ermöglicht dem Paar die Heirat, indem sie ihnen ein Hilfsangebot Colonel Brandons, eine kleine Pfarrstelle mit eigenem Haus auf seinem Landsitz Delaford, übermittelt. Edward, der sich lieber von seiner Mutter enterben lässt, als sein Heiratsversprechen zu brechen, nimmt das Angebot an.
Angesichts der angeschlagenen Gesundheit Mariannes entschließt sich Elinor, mit ihrer Schwester London zu verlassen. Bei der Rückkehr aufs Land hält sich die Gesellschaft für einige Tage auf dem Landsitz Cleveland der Familie Palmer auf; die dortige Hausherrin ist Mrs. Jennings’ zweite Tochter. Gleich nach dem Eintreffen auf dem Palmerschen Landsitz läuft Marianne bei regnerischem Wetter auf einen Aussichtshügel, von wo sie den Landsitz des untreuen Willoughby sehen kann. Die Erkältung, die sie sich dabei einfängt, wächst sich rasch zu einer lebensgefährlichen Erkrankung aus. Der besorgte Colonel Brandon holt Mariannes in Barton Park zurückgebliebene Mutter nach Cleveland. Nach einigen Tagen können alle ins Cottage nach Barton zurückkehren. Und mit der überstandenen körperlichen Krise scheint Marianne nun auch seelisch gereift.
Nach einiger Zeit berichtet Thomas, der Diener der Dashwoods, von der Heirat des jungen Mr. Ferrars. Eines Tages erscheint Edward Ferrars unerwartet im Cottage. Während eines sehr stockenden Gespräches stellt sich heraus, dass es eine Mrs. Edward Ferrars gar nicht gibt: Lucy Steele fand den enterbten Erben nicht mehr begehrenswert und hat sich kurzentschlossen Edwards jüngeren Bruder Robert geangelt. Als daraufhin Elinor in Tränen ausbricht, gesteht Edward ihr seine Liebe.
In der letzten Szene wird die Doppelhochzeit von Colonel Brandon und Marianne sowie Edward und Elinor gefeiert.

## Entstehungsgeschichte
Produzentin Lindsay Doran, die während ihres Collegestudiums auf Jane Austens Roman „Sense and Sensibility“ aus dem Jahr 1811 aufmerksam wurde, war schon nach der ersten Lektüre davon überzeugt, dass die Geschichte für eine filmische Umsetzung geradezu prädestiniert wäre. Über den Zeitraum von zehn Jahren las sie auf der Suche nach einem geeigneten Autor unzählige Drehbuchentwürfe. Die eingereichten Vorschläge hielt sie allesamt für ungeeignet: Entweder waren sie „zu höflich oder zu melodramatisch, zu modern oder zu obskur. Die komischen waren nicht romantisch genug, die romantischen waren nicht witzig.“
Bei den Dreharbeiten zu dem Film Schatten der Vergangenheit (1991) fand Doran dann in der Hauptdarstellerin Emma Thompson endlich die Drehbuchautorin für das Projekt. Thompson, die ihr schriftstellerisches Talent schon mit dem Schreiben kurzer Sketche für ihre eigene TV-Show Thompson bewiesen hatte, war ebenso Feuer und Flamme für den Film, da Jane Austen zu ihren Lieblingsautoren zählte. Ihr erster Entwurf bestand aus 300 handgeschriebenen Seiten – erst vier Jahre später fand der kreative „Prozess“ nach vierzehn Entwürfen seine Vollendung. Thompson verzichtete auf mehrere Randfiguren, erfand stattdessen einige Szenen neu, um die Zeitumstände und den Charakter der Figuren besser einzufangen, z. B. die Szene, in der Edward und Elinor gemeinsam versuchen, die kleine Schwester Margaret mit einem Gespräch über Geographie aus ihrem Versteck unter dem Tisch hervorzulocken.
Am 19. April 1995 begannen die Dreharbeiten. Produzentin Lindsay Doran hatte eine illustre Auswahl der seinerzeit besten britischen Schauspieler um sich geschart: Neben der Drehbuchautorin Emma Thompson für den Part der Elinor Dashwood und der noch unbekannten Kate Winslet in der Rolle der Marianne Dashwood waren dies Alan Rickman, Hugh Grant, Harriet Walter, Hugh Laurie, Imelda Staunton, Greg Wise und Robert Hardy. Die knapp drei Monate dauernden Dreharbeiten fanden in London und in verschiedenen Herrenhäusern im Westen Englands statt, beispielsweise im Saltram House in Plympton bei Plymouth.

## Hintergrund
- Das Sonett von William Shakespeare, das während des Films zitiert wird, ist das „Sonett Nr. 116“. Weitere Gedichte, die im Film Erwähnung finden, sind „The Castaway“ von William Cowper, ein Sonett von Hartley Coleridge sowie ein wenig von „Book V canto ii verse 39“ von Edmund Spensers „The Faerie Queene“.
- Colonel Brandons Vorname wird in Jane Austens Roman nie erwähnt. Der Name „Christopher“, mit dem er den Begleitbrief für sein Geschenk an Marianne, ein Pianoforte, unterschreibt, ist eine Erfindung für den Film genauso wie das Geschenk selbst. Denn im Roman ist Mariannes Klavier neben Porzellan und Tafelsilber der wertvollste Haushaltsgegenstand, den die Dashwoods aus Norland nach Barton mitbringen. Es musste ihr also niemand ein neues Instrument schenken.
- Bevor ihm das Filmstudio Columbia Pictures Emma Thompsons Drehbuch schickte, hatte Regisseur Ang Lee Jane Austens Roman noch nie gelesen.
- Ursprünglich sollte der britische Schauspieler und Regisseur Kenneth Branagh an dem Projekt mitwirken (das Paar Thompson/Branagh trennte sich jedoch gerade zu der Zeit).
- Nur die bei den Dreharbeiten neunzehnjährige Kate Winslet entsprach ungefähr dem Alter der laut Roman siebzehnjährigen Marianne. Die übrigen Darsteller übertrafen das Alter der entsprechenden Romanfiguren zum Teil um mehrere Jahrzehnte: Die eigentlich neunzehnjährige Elinor wurde von der vierunddreißigjährigen Emma Thompson gespielt, Alan Rickman war statt Mitte dreißig bereits neunundvierzig und der siebzigjährige Robert Hardy stellte einen Sir John Middleton dar, der laut Roman vierzig Jahre und damit ebenso alt ist wie Elinors Mutter (im Film dargestellt von der dreiundfünfzigjährigen Gemma Jones). Imogen Stubbs und Imelda Staunton verkörperten mit Mitte bzw. Ende dreißig Figuren, die laut Romanhandlung erst Anfang zwanzig sind.

## Synchronisation
Die deutschsprachige Synchronisation erfolgte durch die RC Production Rasema Cibic, Dialogbuch und Dialogregie von Elisabeth von Molo.
| Rolle                  | Schauspieler           | Synchronsprecher   |
| ---------------------- | ---------------------- | ------------------ |
| Elinor Dashwood        | Emma Thompson          | Monica Bielenstein |
| Marianne Dashwood      | Kate Winslet           | Ulrike Stürzbecher |
| Edward Ferrars         | Hugh Grant             | Uwe Büschken       |
| Colonel Brandon        | Alan Rickman           | Bernd Rumpf        |
| John Willoughby        | Greg Wise              | Patrick Winczewski |
| Mrs. Dashwood          | Gemma Jones            | Christel Merian    |
| Margaret Dashwood      | Myriam François-Cerrah | Andrea Wick        |
| Lucy Steele            | Imogen Stubbs          | Nana Spier         |
| Sir John Middleton     | Robert Hardy           | Karl-Ulrich Meves  |
| Mrs. Jennings          | Elizabeth Spriggs      | Hannelore Schüler  |
| Fanny Ferrars Dashwood | Harriet Walter         | Liane Rudolph      |
| John Dashwood          | James Fleet            | Frank-Otto Schenk  |
| Charlotte Palmer       | Imelda Staunton        | Margot Rothweiler  |
| Mr. Palmer             | Hugh Laurie            | Jürgen Heinrich    |
| Mr. Dashwood           | Tom Wilkinson          | Werner Ehrlicher   |
| Dr. Harris             | Oliver Ford Davies     | Gerhard Paul       |
| Robert Ferrars         | Richard Lumsden        | Johannes Berenz    |

## Rezeption

### Kritiken
„Brillant und amüsant. Ein herrlicher, romantischer Genuss für alle Liebenden.“

„Ein mit grandiosen Landschaftsaufnahmen und glanzvollen schauspielerischen Leistungen aufwartender Film.“

„Humorvolles Drama über zwei Schwestern, die aus dem englischen Standesdünkel im 19. Jahrhunderts ausbrechen wollen.“

„Regisseur Ang Lee, der mit der eleganten Satire Das Hochzeitsbankett das westliche Publikum im Sturm gewann, erweist sich in Sinn und Sinnlichkeit als Meister der Charakterzeichnung, der mit viel Humor die versteckten Gefühle seiner Protagonisten aufdeckt. Emma Thompson (Carrington), die auch das Drehbuch verfaßte, überzeugt als vernunftbetonte Elinor, während die schöne Kate Winslet wie eine geborene Romantikerin anmutet. Ein köstlicher Kostümfilm für Freunde der gehobenen Unterhaltung.“

„Ein delikater, visuell eindrucksvoller Ausflug ins Revier James Ivorys, der sich mühelos mit dessen besten Arbeiten messen kann.“

### Auszeichnungen
1996 galt Sinn und Sinnlichkeit mit sieben Nominierungen als einer der großen Favoriten für die Oscar-Verleihung, nachdem das Werk zuvor mit dem Golden Globe Award und dem British Academy Film Award als bestes Drama bzw. Film des Jahres ausgezeichnet worden war. Bei den Academy Awards unterlag Ang Lees Drama in den wichtigen Kategorien jedoch Mel Gibsons Historienepos Braveheart, das mit fünf Oscars ausgezeichnet wurde, darunter auch in den Kategorien Bester Film und Beste Regie. Lediglich Emma Thompson gewann den Oscar für ihre Drehbuchadaption des Jane-Austen-Romans.
Das British Film Institute wählte Sinn und Sinnlichkeit im Jahre 1999 auf Platz 62 der besten britischen Filme des 20. Jahrhunderts.

#### Oscar 1996
- Bestes adaptiertes Drehbuch

Zudem nominiert in den Kategorien
- Bester Film
- Beste Hauptdarstellerin (Emma Thompson)
- Beste Nebendarstellerin (Kate Winslet)
- Beste Kamera
- Beste Filmmusik
- Beste Kostüme

#### British Academy Film Awards 1996
- Bester Film
- Beste Hauptdarstellerin (Emma Thompson)
- Beste Nebendarstellerin (Kate Winslet)

Nominiert in den Kategorien
- Beste Regie
- Bester Nebendarsteller (Alan Rickman)
- Beste Nebendarstellerin (Elizabeth Spriggs)
- Bestes adaptiertes Drehbuch
- Beste Musik
- Beste Kamera
- Beste Ausstattung
- Beste Kostüme
- Bestes Make-Up/Haarstyling

#### Golden Globe 1996
- Bester Film – Drama
- Bestes adaptiertes Drehbuch

Nominiert in den Kategorien
- Beste Regie
- Beste Hauptdarstellerin – Drama (Emma Thompson)
- Beste Nebendarstellerin (Kate Winslet)
- Beste Filmmusik

#### Weitere
Berlinale 1996
- Goldener Bär als bester Film
- 2. Platz bei der Wahl der Leser-Jury der Berliner Morgenpost

Die Deutsche Film- und Medienbewertung FBW in Wiesbaden verlieh dem Film das Prädikat wertvoll.